# Edel Alvarez Galban
Edel Álvarez Galbán (* 28. September 1967 in Havanna, Kuba), bekannt unter dem Künstlernamen AGalban, ist ein kubanisch-amerikanischer Maler und Arzt.

## Leben
Edel Álvarez Galbán wurde am 28. September 1967 in Havanna, Kuba, geboren, wo er auch aufwuchs. Schon in seiner Jugend zeigte er künstlerische Neigungen, obwohl er ursprünglich eine medizinische Laufbahn in Kuba anstrebte. 1993 wurde Galban jedoch von der Castro-Regierung die Zulassung als Arzt verweigert, woraufhin er sich wieder seiner Leidenschaft für die Kunst zuwandte. Im folgenden Jahr absolvierte er die Kunstschule Federico Engel in Havanna, wo er Bildhauerei und Zeichnung studierte.
1995 emigrierte Galban endgültig in die Vereinigten Staaten, wo er sich der kubanischen Exilgemeinde in Miami anschloss. Dort setzte er sein Medizinstudium fort und trat als Sanitäter in die US-Armee ein, in der er drei Jahre lang diente. Gleichzeitig setzte er seine künstlerische Karriere fort. Während seiner Zeit in Miami knüpfte Galban Kontakte zu wichtigen Persönlichkeiten der exilkubanischen Kunstszene wie den Malern Hortensia Gronlier, José Mijares und Cundo Bermúdez.
Im Jahr 2001 zog Galban nach St. Petersburg, Florida, wo er sowohl seiner künstlerischen als auch seiner medizinischen Tätigkeit nachging. Seit seinem Umzug nach St. Petersburg hat sich Galban zu einem Fürsprecher kubanischer Kunst in Zentralflorida entwickelt, der seine Werke häufig in Tampa, Orlando und Clearwater ausstellt und andere kubanische Künstler unterstützt. Galban ist Empfänger des Beyond Place-Making Grant, der von der National Endowment for the Arts und Creative Pinellas finanziert wird.

## Werk
AGalban ist bekannt für seine farbenfrohen Werke, die Einflüsse des Kubismus und Surrealismus zeigen. Seine Werke wurden in verschiedenen Städten der USA, Mittelamerikas und der Karibik ausgestellt. Im Jahr 2023 installierte er ein öffentliches Kunstwerk in der Clearwater Main Library, das auf seinem Gemälde La Noche Bella No Deja Dormir aus dem Jahr 2021 basiert.  